# Yummy, Yummy, Yummy (альбом)
Yummy, Yummy, Yummy — последний студийный альбом американской певицы Джули Лондон, выпущенный в 1969 году на лейбле Liberty Records.Продюсером альбома и аранжировщиком стал Томми Оливер.

## Отзывы критиков
Линдси Плейнер из AllMusic отметил, что современные слушатели могут прийти в недоумение от джазовой певицы старой школы, напевающей популярные рок-н-рольные хиты. По его мнению, две музыкальные вселенные редко пересекаясь давали положительный результат, но тем не менее, на альбоме он нашёл интересные интерпретации, такие как «Stoned Soul Picnic», «And I Love Him» или «Hushabye Mountain».

## Список композиций
| №  | Название                   | Автор(ы)                                                | Длительность |
| -- | -------------------------- | ------------------------------------------------------- | ------------ |
| 1. | «Stoned Soul Picnic»       | Лора Ниро                                               | 3:30         |
| 2. | «Like to Get to Know You»  | Стюарт Скарф                                            | 2:48         |
| 3. | «Light My Fire»            | Джон Денсмор, Робби Кригер, Рэй Манзарек, Джим Моррисон | 3:22         |
| 4. | «It’s Nice to Be with You» | Джерри Голстейн                                         | 2:55         |
| 5. | «Sunday Mornin'»           | Марго Гурьян                                            | 3:08         |
| 6. | «Hushabye Mountain»        | Роберт Шерман, Ричард Шерман                            | 3:06         |

| №                   | Название                           | Автор(ы)                   | Длительность |
| ------------------- | ---------------------------------- | -------------------------- | ------------ |
| 1.                  | «Mighty Quinn (Quinn, The Eskimo)» | Боб Дилан                  | 1:59         |
| 2.                  | «Come to Me Slowly»                | Марго Гурьян               | 2:32         |
| 3.                  | «And I Love Him»                   | Джон Леннон, Пол Маккартни | 2:06         |
| 4.                  | «Without Him»                      | Гарри Нилсон               | 2:53         |
| 5.                  | «Yummy, Yummy, Yummy»              | Артур Резник, Джои Левайн  | 2:58         |
| 6.                  | «Louie Louie»                      | Ричард Берри               | 2:40         |
| Общая длительность: | Общая длительность:                | Общая длительность:        | 33:57        |

## Участники записи
- Джули Лондон — вокал
- Боб Найт — тромбон
- Билл Перкинс[англ.] — саксофон
- Джим Хорн[англ.] — саксофон, флейта
- Майкл Рубини[англ.] — фортепиано
- Эл Кейси[англ.] — гитара
- Нил Леванг[англ.] — гитара
- Майк Дизи[англ.] — гитара
- Лу Морелл — гитара
- Лайл Ритц[англ.] — бас-гитара
- Джон Герин[англ.] — ударные
- Хэл Блейни[англ.] — ударные
- Гэри Коулман — ударные
- Дейл Андерсон — ударные
- Томми Оливер — продюсер, аранжировщик, дирижёр